# Belmont, New York
Belmont är en by och det administrativa centret i Allegany County i den amerikanska delstaten New York. Byn ligger inom staden Amitys gränser. År 2010 uppgick antalet invånare till 969. Namnet betyder vacker kulle.

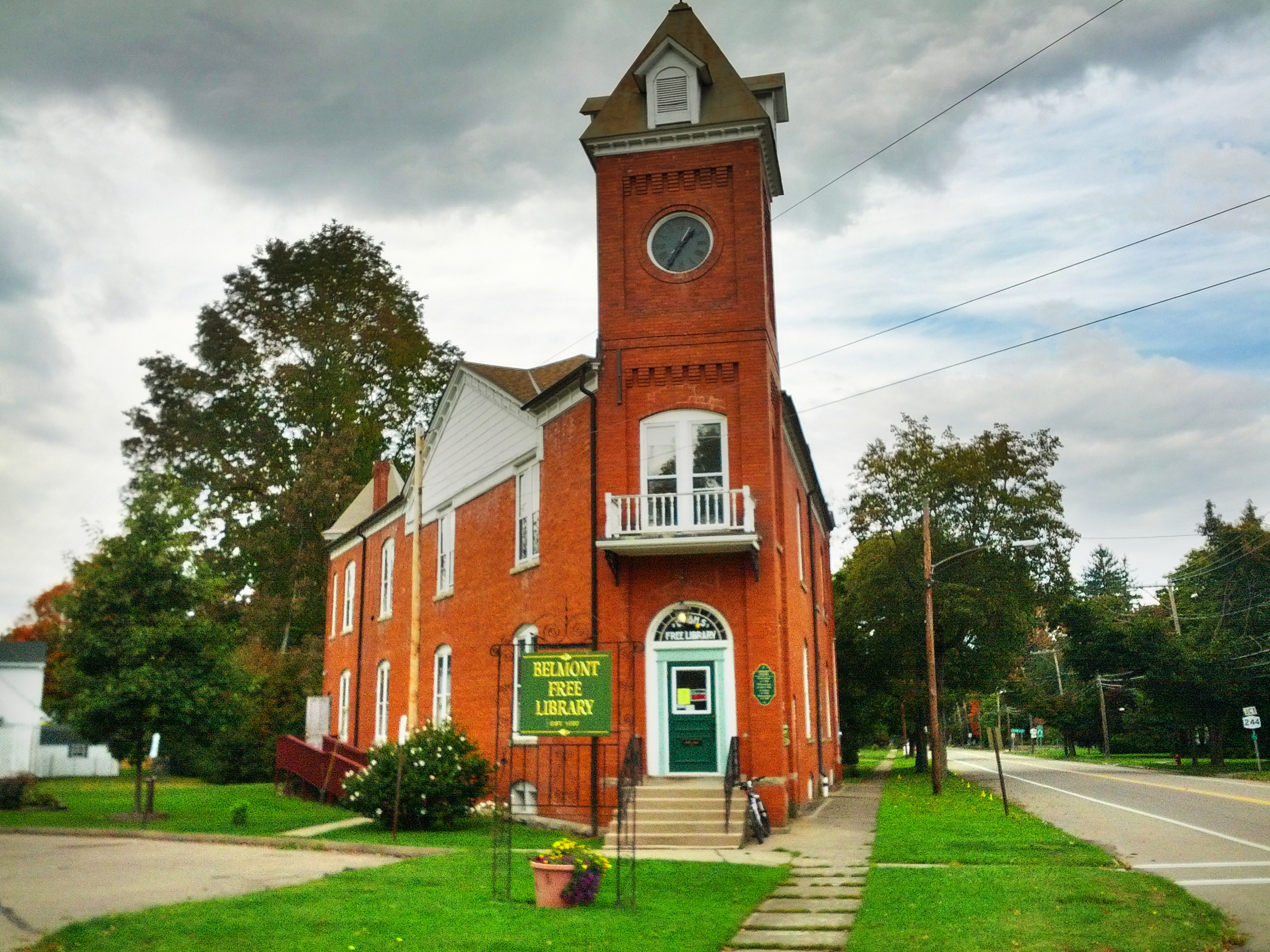
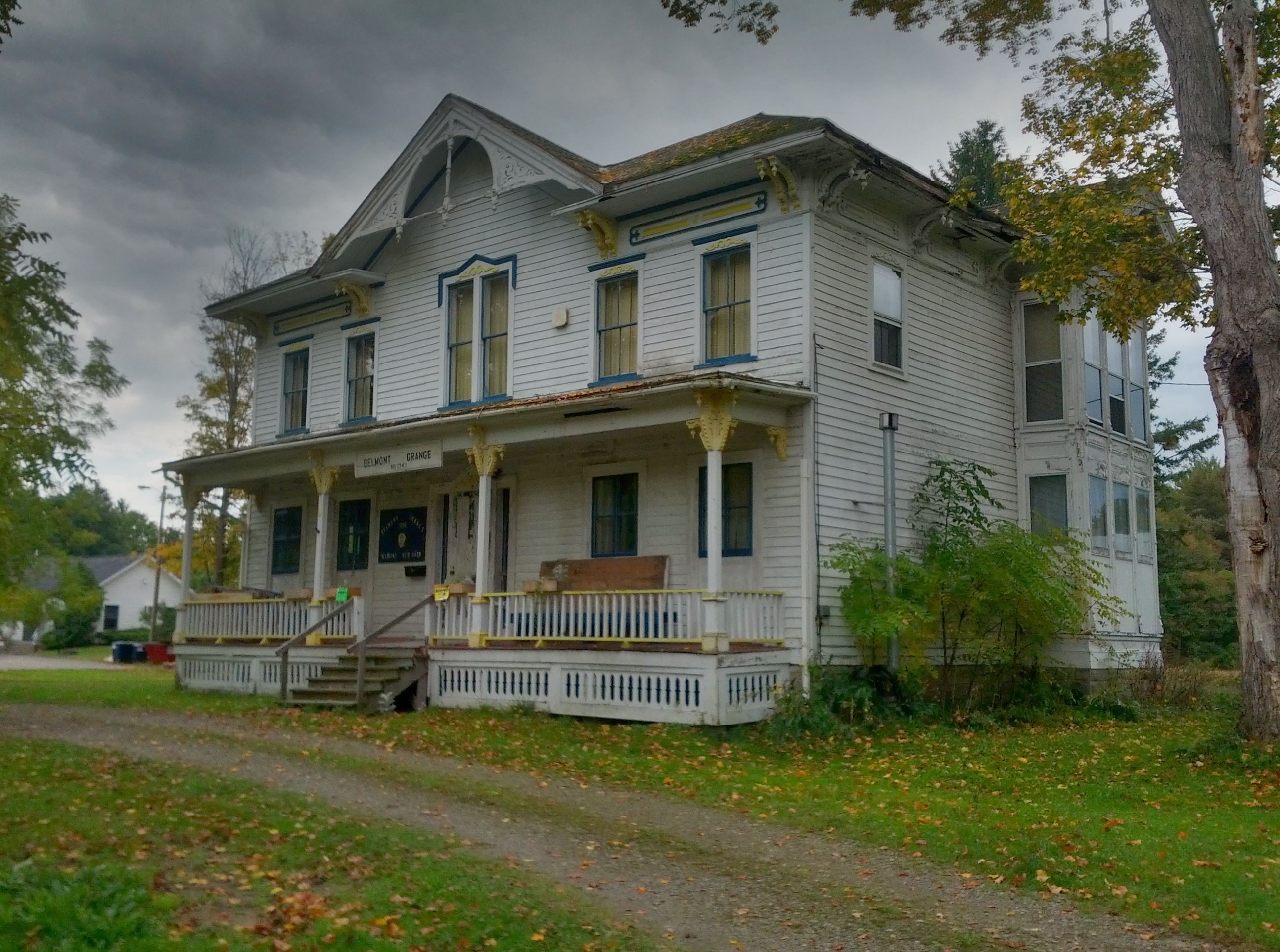
Belmont Grange No. 1243
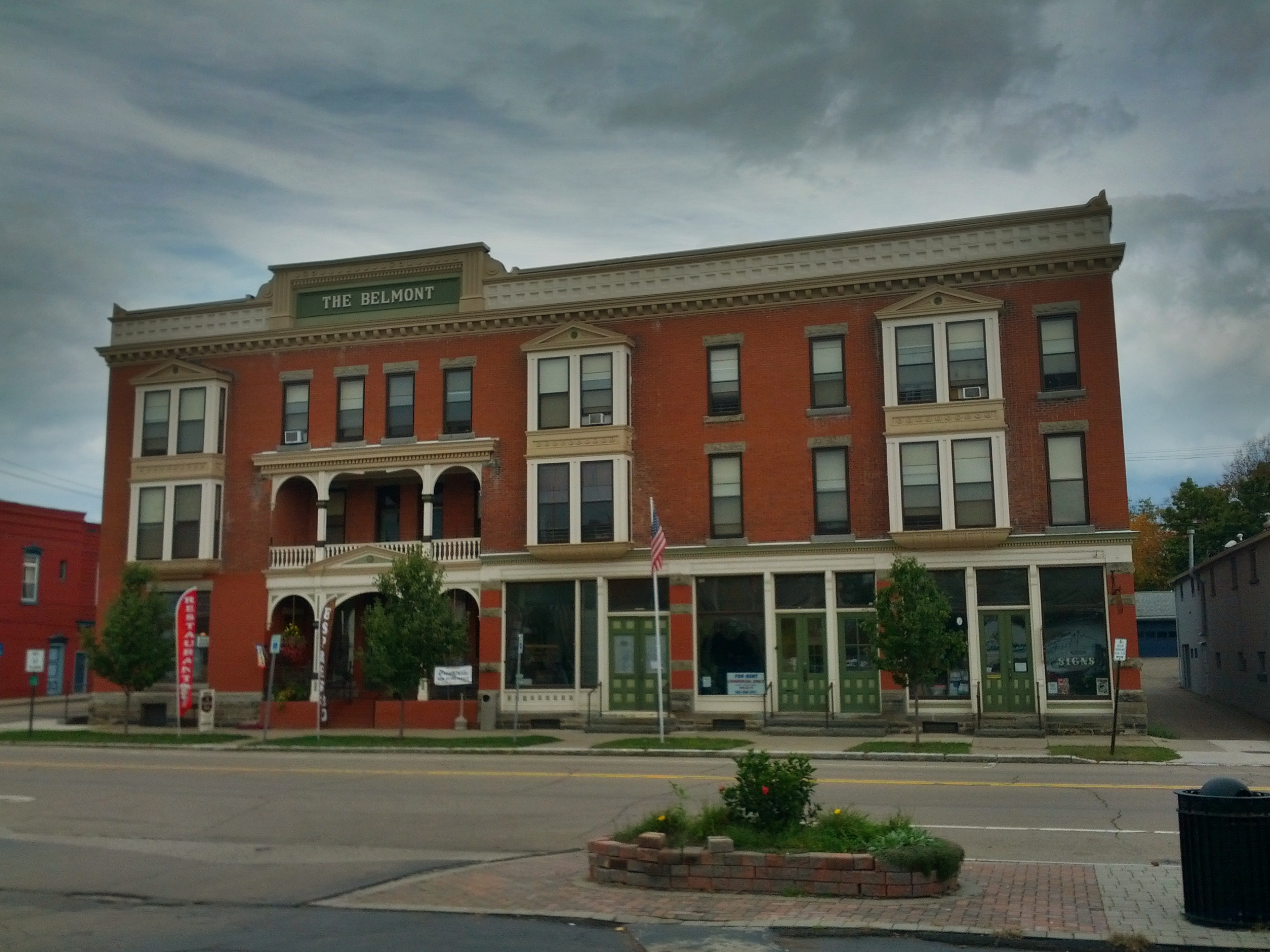
Belmont hotell